# Сокол (футбольный клуб, Ликино-Дулёво)
«Сокол» — советский футбольный клуб из города Ликино-Дулёво. Основан в 1937 году.

## Названия
- 1937—1938 — «Дулевская фарфоровая фабрика имени газеты «Правда»
- 1939—1941 — «Буревестник»
- 1949—1950 — «Строитель»
- 1953—1954 — «Труд»
- 1955—1957 — «Буревестник»
- 1958—1968 — «Труд»
- 1968—н. в. — «Сокол»

## История
В 1930 году деревни Ликино и Дулёво объединились в один рабочий посёлок. В 1937 году на Всемирной выставке в Париже «Дулёвскому фарфоровому заводу» был присужден Диплом Гран-при, а рисунок «Красавица» Петра Леонова, выполненный в национальных традициях, получил золотую медаль. В связи с этим событием 1 декабря 1937 года рабочий посёлок Ликино-Дулёво получил статус города районного подчинения и в городе была создана заводская футбольная команда «Дулевская фарфоровая фабрика имени газеты «Правда». В год своего дебюта команда становится сильнейшей в Московской области. В 1938 году команда выступала в третьем розыгрыше Кубке СССР и дошла до 1/32 финала уступив «Электрику» (Ленинград) (0:5).
В следующем сезоне сразу 1668 команд включились в борьбу за Кубок СССР. «Буревестник» — так стала называться команда Дулевского фарфорового завода имени газеты «Правда», выступала в Московской зоне. Ликинодулёвцы смогли победно завершить восемь матчей подряд, в том числе с сильными командами оптико-механического завода из Ленинграда и динамовцами из Иваново. Споткнулся «Буревестник» лишь на московском «Спартаке-2» (2:3), который в итоге и вышел в 1/16 финала. С началом Великой Отечественной войны команда прекратила существование.
В после военные годы в городе появился клуб «Строитель».
В последние годы клуб выступает в первенствах Московской области и Орехово-Зуевского района.

## Достижения
Чемпионат Московской области
- чемпион (2): 1937, 1961

## Статистика выступлений
в первенствах страны
| Сезон | Наименование | Лига | Лига      | Зона         | Место    | И  | В  | Н | П  | Мячи  |
| ----- | ------------ | ---- | --------- | ------------ | -------- | -- | -- | - | -- | ----- |
| 1949  | Строитель    | D2   | II группа | 9 зона РСФСР | 14 из 15 | 28 | 7  | 6 | 15 | 28—37 |
| 1953  | Труд         | —    | РСФСР     | Подмосковье  | 8 из 8   | 7  | 0  | 3 | 4  | 8—21  |
| 1955  | Буревестник  | —    | РСФСР     | Подмосковье  | ? из 10  | 18 | 2  | 4 | 3  |       |
| 1958  | Труд         | —    | РСФСР     | Подмосковье  | 3 из 8   | 14 | 4  | 2 | 6  |       |
| 1968  | Сокол        | D3   | класс Б   | 9 зона РСФСР | 14 из 15 | 28 | 7  | 6 | 15 | 28—37 |
| 1969  | Сокол        | D3   | класс Б   | 9 зона РСФСР | 11 из 16 | 30 | 10 | 7 | 13 | 32—36 |

## Товарищеские матчи
| 6 сентября 1951 | Труд (Ликино-Дулёво) | –:– | Спартак (Москва) | ДФЗ |

| 20 августа 1955 | Буревестник (Ликино-Дулёво) | 3:3 | Спартак (Москва) | ДФЗ |

| 3 августа 1957 | Буревестник (Ликино-Дулёво) | 1:3 | Спартак (Москва) | ДФЗ |

| 7 июня 1973 | Сокол (Ликино-Дулёво) | 0:6   | СССР | ДФЗ              |
|             |                       | отчёт |      | Зрителей: 12 000 |

| 11 июля 1980 | Сокол (Ликино-Дулёво) | 0:13 | Спартак (Москва) | ДФЗ |

| 23 июня 1988 | Сокол (Ликино-Дулёво) | 1:6 | Спартак (Москва) | Сокол |